# OPUS Records
OPUS Records ime je negdašnje državne čehoslovačke diskografske kuće, koja privatizacijom 1990. godine mijenja naziv u  Opus a.s. Od 2005. vlasnik kuće je Forza Music s.r.o., a sjedište joj je u Bratislavi. To je ujedno i prva slovačka diskografska kuća, osnovana 1971., koja je pripadala slovačkoj podružnici Supraphona.

## Vanjske poveznice
- (engl.) OPUS Records   Arhivirana inačica izvorne stranice od 23. rujna 2010. (Wayback Machine) na Skifirmy.com